# Françoise Dürr
Françoise Dürr (Algeri, 25 dicembre 1942) è un'ex tennista francese.
Fu classificata al terzo posto della classifica mondiale nel 1967 e fu per nove volte tra le migliori dieci giocatrici del mondo tra il 1965 e il  1976. Nel 1971 finì seconda dietro Billie Jean King per quantità di premi in denaro vinti.

## Tornei del Grande Slam
La Dürr è ricordata soprattutto per aver vinto il titolo di singolo agli Open di Francia del 1967. Sconfisse Maria Bueno nei quarti di finale prima di battere Lesley Turner Bowrey in finale. Mary Pierce nel 2000 è stata l'unica tennista francese a vincere il titolo di singolo del Roland Garros dopo la vittoria della Dürr.
Oltre alla sua vittoria nel singolo, la Dürr vinse sette titoli di doppio femminile e quattro di doppio misto in tornei del Grande Slam. Fu finalista in undici tornei di doppio femminile del Grande Slam e in quattro finali di doppio misto.
Françoise Dürr, nel corso della sua carriera, vinse anche otto titoli di doppio agli Open di Francia. La prima delle sue cinque vittorie consecutive nel doppio femminile (record che condivide con Martina Navrátilová e Gigi Fernández) si ebbe nel 1967. La Dürr fece coppia con Ann Haydon Jones per vincere il titolo nel 1968 e nel 1969 e con Gail Sherriff Chanfreau nel 1967, 1970 e 1971. Françoise Dürr fu finalista nel doppio femminile nel 1965 in coppia con Jeanine Lieffrig, nel 1973 con Betty Stöve e nel 1979 con Virginia Wade. La Dürr fece coppia con Jean-Claude Barclay per vincere il titolo del doppio misto nel 1968, 1971 e 1973. Furono finalisti nel 1969, 1970 e 1972.
Françoise Dürr, in carriera, vinse due titoli di doppio agli U.S. Open, nel 1969 in coppia con Darlene Hard e nel 1972 assieme alla Stove. La Dürr fu finalista nel 1971 assieme alla Chanfreau e nel 1974 con la Stove. Inoltre fu finalista nel doppio misto nel 1969, in coppia con Dennis Ralston.
A Wimbledon vinse il titolo del doppio misto nel 1976, in coppia con Tony Roche e fu finalista nel doppio femminile nel 1965 assieme alla Lieffrig, nel 1968 con la Jones, nel 1972 con Judy Tegart Dalton, nel 1973 e nel 1975 con la Stove.

### Finali di singolo del Grande Slam

#### Vittorie (1)
| Anno | Torneo          | Avversaria           | Punteggio     |
| 1967 | Open di Francia | Lesley Turner Bowrey | 4-6, 6-3, 6-4 |

### Cronologia dei tornei di singolo del Grande Slam
| Torneo    | 1960  | 1961  | 1962  | 1963  | 1964  | 1965  | 1966  | 1967  | 1968  | 1969  | 1970  | 1971  | 1972  | 1973  | 1974  | 1975  | 1976  | 1977  | 1978  | 1979  | SR     |
| --------- | ----- | ----- | ----- | ----- | ----- | ----- | ----- | ----- | ----- | ----- | ----- | ----- | ----- | ----- | ----- | ----- | ----- | ----- | ----- | ----- | ------ |
| Australia | N     | N     | N     | N     | N     | QF    | N     | QF    | N     | 2T    | N     | N     | N     | N     | N     | N     | N     | N / N | N     | N     | 0 / 3  |
| Francia   | 3T    | 3T    | 4T    | 4T    | 2T    | QF    | QF    | V     | 4T    | 3T    | 3T    | QF    | SF    | SF    | N     | N     | N     | N     | N     | 1T    | 1 / 15 |
| Wimbledon | A     | A     | A     | 2T    | 2T    | 4T    | QF    | 3T    | QF    | 2T    | SF    | QF    | QF    | 4T    | 3T    | 2T    | 4T    | 3T    | 3T    | 2T    | 0 / 17 |
| US Open   | A     | A     | 3T    | A     | 3T    | QF    | QF    | SF    | 3T    | 3T    | QF    | 3T    | 3T    | 1T    | 2T    | 2T    | 4T    | 1T    | A     | 1T    | 0 / 16 |
| SR        | 0 / 1 | 0 / 1 | 0 / 2 | 0 / 2 | 0 / 3 | 0 / 4 | 0 / 3 | 1 / 4 | 0 / 3 | 0 / 4 | 0 / 3 | 0 / 3 | 0 / 3 | 0 / 3 | 0 / 2 | 0 / 2 | 0 / 2 | 0 / 2 | 0 / 1 | 0 / 3 | 1 / 51 |

N = non partecipò al torneo.
SR = rapporto tra numero di tornei di singolo vinti e numero di tornei di singolo disputati.
Nota: nel 1977 l'Australian Open si disputò 2 volte, a gennaio e a dicembre.

## Altri tornei e competizioni a squadre
Nel 1971 la Dürr sconfisse la campionessa in carica di Wimbledon e dell'Open di Francia, Evonne Goolagong Cawley, per 6-4, 6-2, nella finale del Canadian Open.
Françoise Dürr fece parte integrante della squadra francese di Fed Cup nel 1963-1967, 1970, 1972, e 1977-1979. Il suo bilancio vittorie/sconfitte in Fed Cup fu di 16-8 nel singolo e di 15-9  nel doppio.

## Carriera e premi dopo il ritiro dal tennis giocato
Nel 1993 Françoise Dürr venne nominata capo Direttore Tecnico del tennis femminile per la Federazione Francese Tennis (FFT). Fu capitano della squadra francese di Fed Cup dal 1993 al 1996 e co-capitano della squadra assieme a Yannick Noah nel 1997, quando vinsero il torneo. Si ritirò dalla FFT nel febbraio 2002.
Françoise Dürr ricevette l'Honorary Membership Award della WTA nel 1988, per il suo contributo alla fondazione, sviluppo e direzione del tennis professionistico femminile. Nel 2003 fu introdotta nell'International Tennis Hall of Fame. Ricevette il Fed Cup Award of Excellence nel 2005, presentatole congiuntamente dall'International Tennis Federation e dall'International Tennis Hall of Fame.